# D9-VTR

## 概要
D-9（でぃーないん）は、放送業務用圧縮型コンポーネントデジタルVTR規格である。1995年に日本ビクターが開発し、DIGITAL S（でじたるえす）のブランドで売り出した。その後1999年の春にSMPTEによりD-9として指定を受けた。ハイビジョン記録が可能な拡張規格のD-9 HDが存在している。
他の4:2:2コンポーネントデジタルVTRに比べ安価でコストパフォーマンスは良かった。そのため、国内では業務用のS-VHS機器を使っていたケーブルテレビ局や中小規模の制作プロダクションを中心に販売展開した。また、海外の放送局では制作用VTRシステムとして広く採用されている。
ソニーやパナソニックがHD放送化に向けた機器を発表する中、D9規格のHD製品化を進めていたが、デジタルテープ規格の競争に敗れ、D9規格の製造販売から撤退。現在は、D9用ビデオテープ・クリーニングテープの生産も終了している。

## 技術仕様
民生用のHD VTR「W-VHS」の技術を基に開発されたため、同規格で採用されたカセットハーフと1/2インチメタルテープとを使用する。
映像は8bitコンポーネント4:2:2、フレーム内DCTにより1/3.3に圧縮し、50Mbpsとなる。10トラック/フレーム (NTSC)/12トラック/フレーム (PAL)。音声は16bit 48kHz 4チャネル。

## 製品（ビクター）
- PR-D92・・・据置型業務用レコーダー（生産終了）
- BR-D85・・・据置型放送用レコーダー（生産終了）
- BR-D80・・・据置型放送用レコーダー（生産終了）
- PR-D52・・・据置型業務用プレーヤー（生産終了）
- BR-D40・・・ドッカブルタイプのカメラ用VTR（生産終了）
- DY-90・・・2/3inch一体型業務用カメラ。4:3と16:9のスイッチャブルタイプもあった（生産終了）
- DY-700・・・1/2inch一体型業務用カメラ（生産終了）
- DS-34・64・104・124・・・デジタルS用ビデオテープ（生産終了）
- DCL-5・・・デジタルS用クリーニングテープ（生産終了）